# Анрі Коен (нумізмат)
Анрі Коен (фр. Henry Cohen; 21 квітня 1808, Амстердам — 17 травня 1880, Брі-сюр-Марн) — французький нумізмат, бібліограф та композитор.

## Біографія
У Парижі був викладачем музики, згодом — хранителем монетного кабінету Національної бібліотеки.
Коену належать два капітальних дослідження: «Загальний опис монет Римської республіки» (фр. «Description générale de monnaies de la République romaine»; Париж, 1854) і «Загальний опис монет, викарбуваних Римською імперією» (фр. «Description historique des monnaies frappées sous l’Empire romain»; Париж, 1859—1868, в 7 томах; 2 вид. 1880—1890). Ним також складено «Довідник аматора за книгами з віньєтками XVIII століття» (фр. «Guide de l’amateur de livres à vignettes du XVIII-e siècle»; Париж, 1870, перевидання 1873, 1877, 1880), «Довідник покупця з римських та візантійських медалей» (фр. «Guide de l’acheteur de médailles romaines et byzantines»; Париж, 1876) та ін.